# Agngylet (Kyrkhults socken, Blekinge, 624645-143072)
Agngylet är en sjö i Olofströms kommun i Blekinge och ingår i Mörrumsåns huvudavrinningsområde.